# HMS G13
Pour les articles homonymes, voir G13.
Le HMS G13 est un sous-marin britannique de classe G construit pour la Royal Navy par Vickers à Barrow-in-Furness. Sa quille est posée le 9 avril 1915 et il est lancé le 8 juillet 1916.

## Conception
La conception de la classe G est basée sur celle de la Classe E mais avec l'amélioration du système de la double coque ressemblant au système de double fond). Les sous-marins de classe G ont été conçus par l’Amirauté britannique en réponse à une rumeur selon laquelle les Allemands construisaient des sous-marins à double coque pour servir outre-mer. Les sous-marins avaient une longueur hors-tout de 57 m, un maître-bau de 6,9 m et un tirant d'eau moyen de 4,1 m. Ils déplaçaient 714 tonnes en surface et 850 tonnes en immersion. Les sous-marins de classe G avaient un équipage de 30 officiers et autres grades. Ils avaient une double coque partielle.
Pour la navigation en surface, ces navires étaient propulsés par deux moteurs Diesel à huit cylindres Vickers de 800 ch (597 kW), chacun entraînant un arbre d'hélice. Lorsqu’ils étaient sous l’eau, chaque hélice était entraînée par un moteur électrique de 420 ch (313 kW). Ils pouvaient atteindre 14,25 nœuds (26,39 km/h) en surface et 9 nœuds (17 km/h) sous l’eau. En surface, la classe G avait une autonomie de 2400 milles marins (4 400 km) à 16 nœuds (30 km/h).
Les bateaux devaient être armés d’un tube lance-torpilles de 21 pouces (533 mm) dans l’étrave et de deux tubes lance-torpilles de 18 pouces (457 mm) au maître-bau. Cependant, cette conception a été révisée pendant qu’ils étaient en construction. Le tube de 21 pouces a été déplacé à l’arrière et deux autres tubes de 18 pouces ont été ajoutés dans l’étrave. Les sous-marins de classe G transportaient deux torpilles de 21 pouces et huit torpilles de 18 pouces. Ils étaient également armés d’un unique canon de pont de 3 pouces (76 mm).

## Engagements
Comme le reste des sous-marins de sa classe, le rôle du G13 était de patrouiller dans une zone de la mer du Nord, à la recherche de sous-marins allemands. Le 10 mars 1917, le G13 torpille et coule le sous-marin allemand UC-43 au large des îles Shetland, à environ 14 km du phare de Muckle Flugga. Le lieutenant commander George Fagan Bradshaw a reçu l’Ordre du Service distingué pour son commandement durant cette action. Le G13 a survécu à la guerre et a été vendu à la ferraille en 1923.